# Jaskrowate

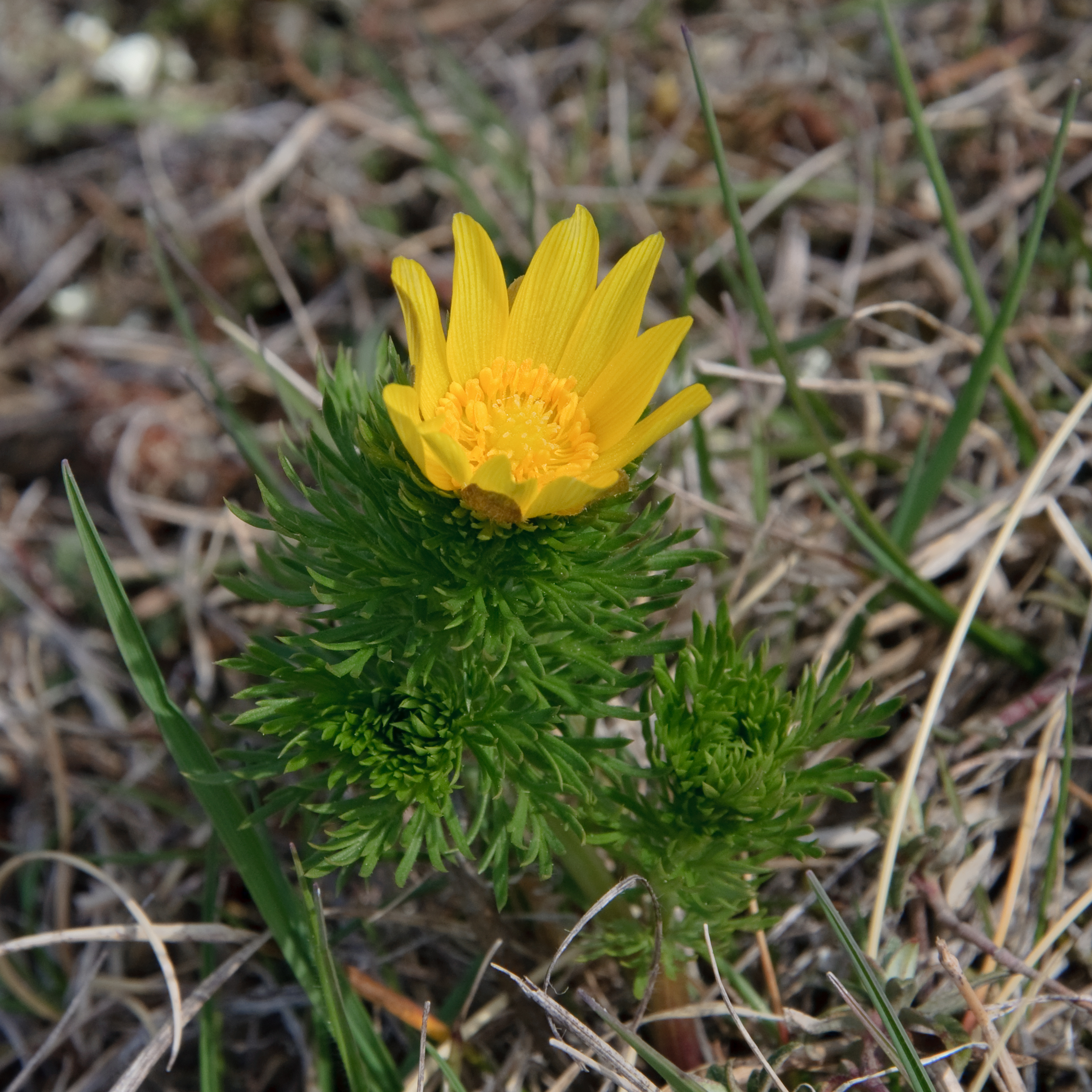
Miłek wiosenny

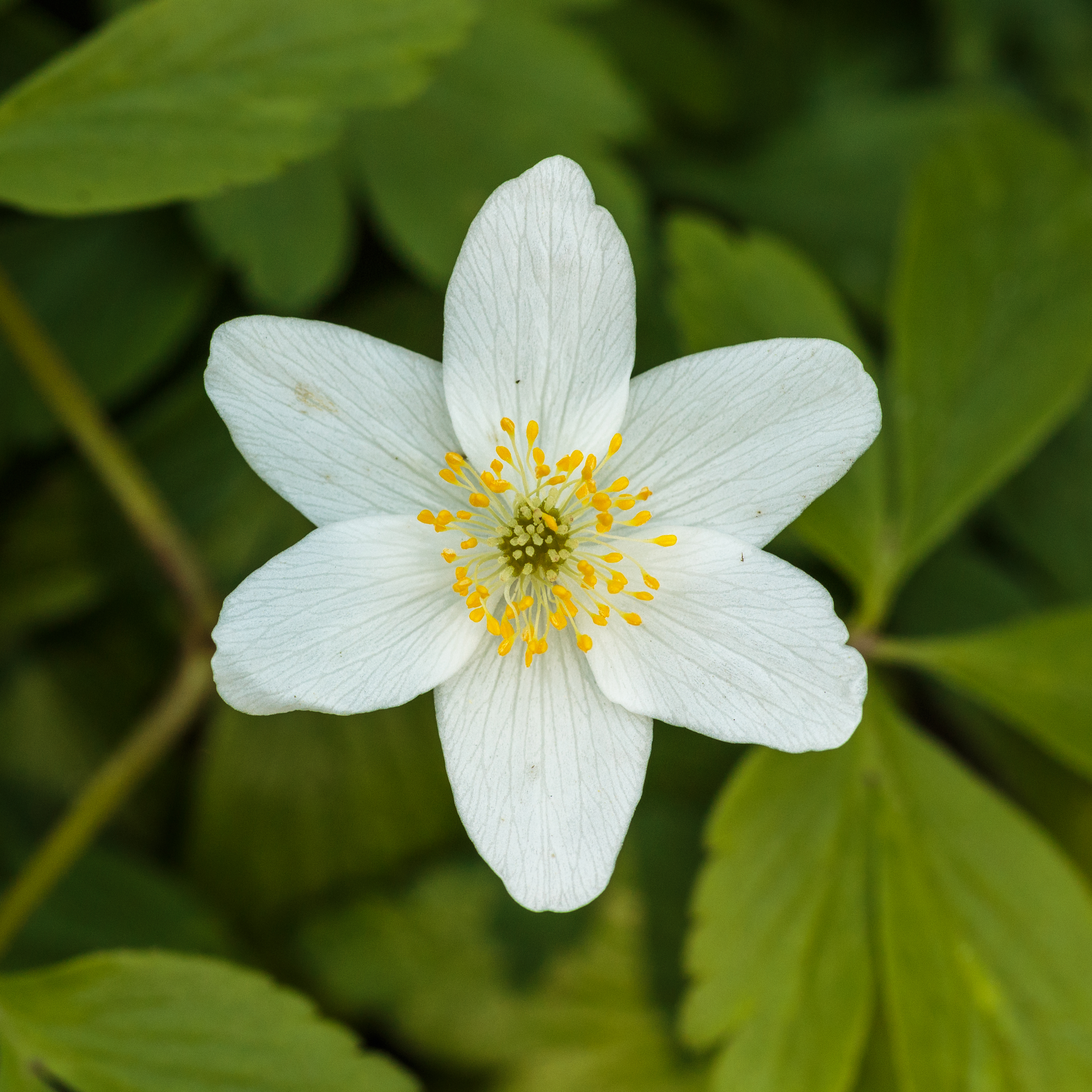
Zawilec gajowy

Jaskrowate (Ranunculaceae Juss.) – rodzina roślin należąca do rzędu jaskrowców (Ranunculales). Liczy ok. 60 rodzajów i ok. 2,5 tysiąca gatunków (w Polsce ok. 75 gatunków). Występują one głównie w klimacie umiarkowanym i chłodnym na półkuli północnej, często w górach, stosunkowo rzadko w strefie równikowej.
Liczne gatunki jaskrowatych zawierają silnie trujące substancje – glikozydy i alkaloidy. Ich kwiaty zapylane są głównie przez owady, należą tu także rośliny wiatropylne i zapylane przez kolibry.
Wiele gatunków wykorzystywanych jest jako rośliny lecznicze, do przykładów o szerokim spektrum zastosowań należy gorzknik Hydrastis. Mimo toksycznych właściwości często uprawiane są jako ozdobne, zwłaszcza rośliny z rodzajów: tojad Aconitum, czerniec Actaea, miłek Adonis, zawilec Anemone, orlik Aquilegia, powojnik Clematis, ostróżka Delphinium, czarnuszka Nigella, rutewka Thalictrum i pełnik Trollius. Kulinarne zastosowanie ma czarnuszka siewna Nigella sativa, której nasiona stosowane są jako przyprawa (w większej ilości są trujące).

## Rozmieszczenie geograficzne
Jaskrowate występują głównie w klimacie umiarkowanym i chłodnym na półkuli północnej, często w obszarach górskich (Ranunculus lobatus jest najwyżej zarejestrowaną rośliną naczyniową – znaleziony został na wysokości 7756 m n.p.m. w Himalajach), ale zasięg ogólny obejmuje wszystkie obszary lądowe z wyjątkiem pustynnych obszarów północnej Afryki i Australii oraz Antarktydy. Największe zróżnicowanie gatunkowe rodziny występuje we wschodniej Azji, gdzie obecne są 44 rodzaje, przy stosunkowo ubogiej reprezentacji rodziny w tropikach. Rodzaje powojnik Clematis i jaskier Ranunculus należą do najszerzej rozprzestrzenionych na świecie. Rozprzestrzenione na półkuli północnej i południowej są poza tym rodzaje: zawilec Anemone, knieć Caltha, mysiurek Myosurus. Tylko na półkuli południowej występują rodzaje: Knowltonia i Peltocalathos w południowej Afryce, Aphanostemma, Barneoudia, Callianthemoides i Hamadryas w Ameryce Południowej. Tylko w strefie międzyzwrotnikowej obecne są rodzaje: Naravelia w tropikalnej Azji, Krapfia, Laccopetalum i Oreithales w Ameryce Południowej, przy czym większość z nich rośnie tam w górach (do wyjątków występujących w klimacie równikowym należy Naravelia i nieliczne gatunki rodzajów Clematis i Ranunculus). W Europie obecne są 24 rodzaje (żaden nie jest endemiczny dla kontynentu). 
We florze Polski obecnych jest ok. 75 gatunków z tej rodziny. Należą one do następujących rodzajów:

- ciemiernik (Helleborus)
- czarnuszka (Nigella)
- czerniec (Actaea, w tym pluskwica Cimicifuga)
- jaskier (Ranunculus, w tym włosienicznik Batrachium)
- jaskierek (Ceratocephala)
- knieć (Caltha)
- miłek (Adonis)
- mysiurek (Myosorus)
- orlik (Aquilegia)
- ostróżeczka (Consolida)
- ostróżka (Delphinium)
- pełnik (Trollius)
- powojnik (Clematis)
- przylaszczka (Hepatica)
- rannik (Eranthis)
- rutewka (Thalictrum)
- rutewnik (Callianthemum)
- sasanka (Pulsatilla)
- tojad (Aconitum)
- zawilec (Anemone)
- zdrojówka (Isopyrum)
- ziarnopłon (Ficaria)

## Morfologia

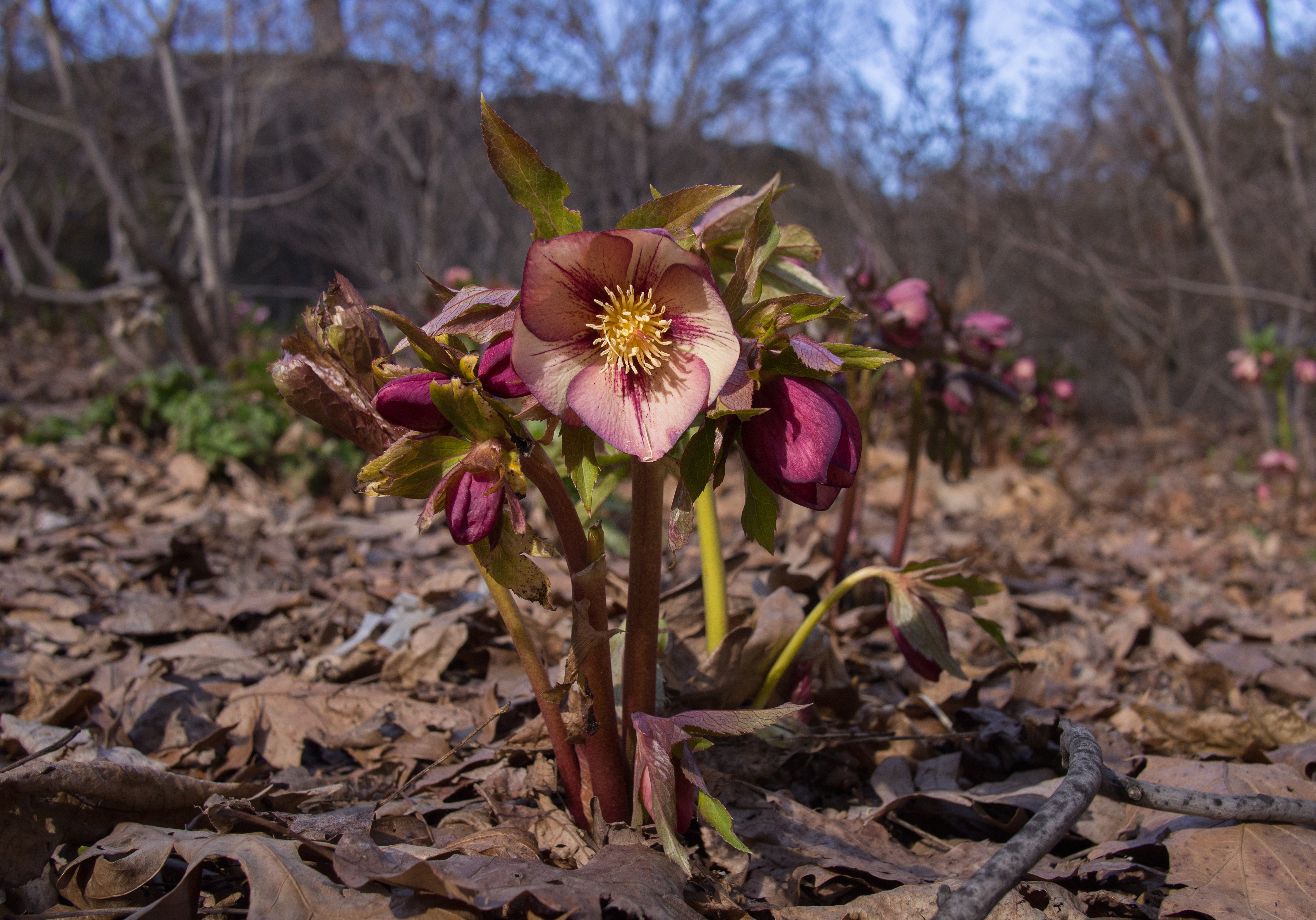
Ciemiernik wschodni

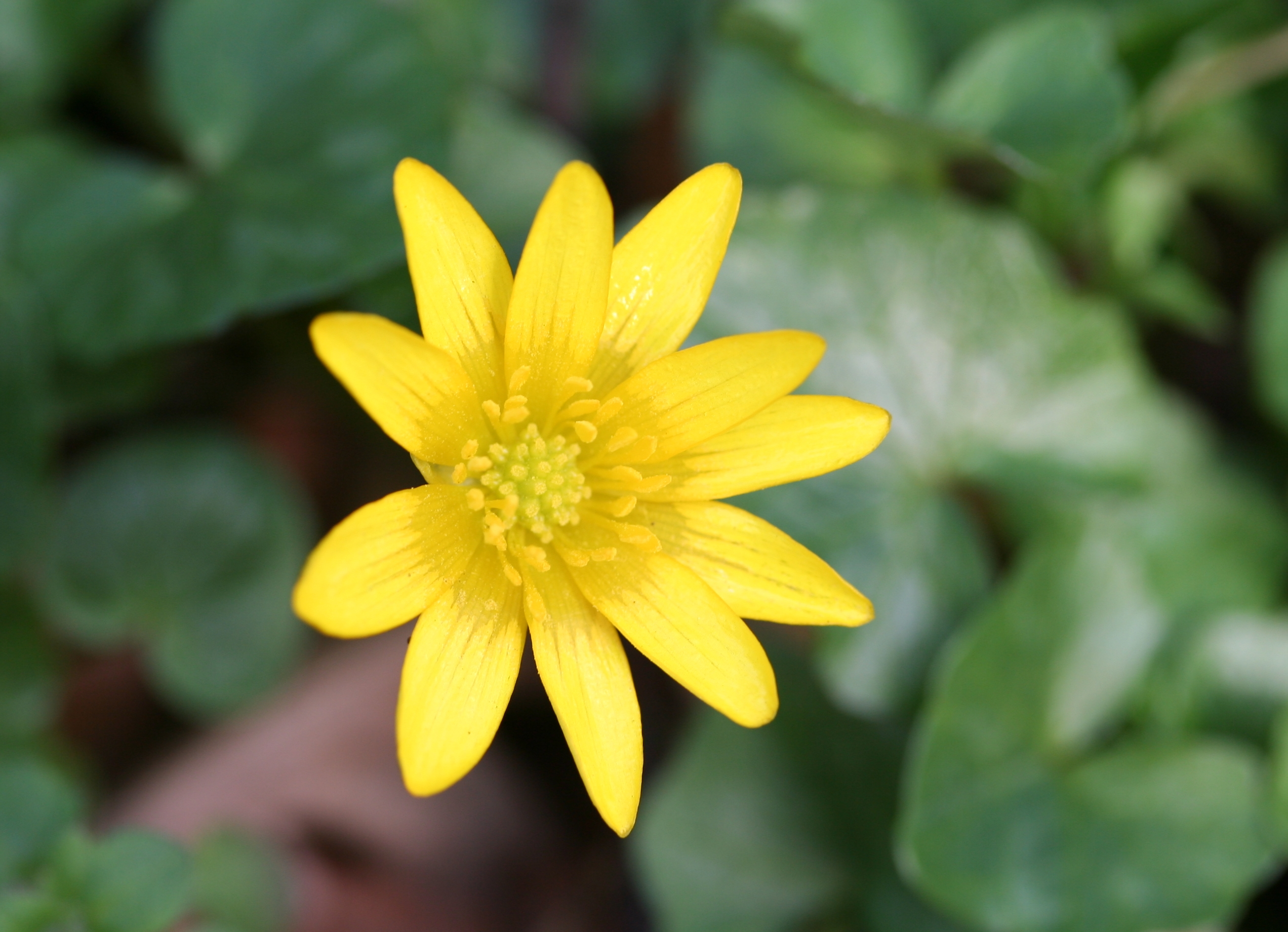
Ziarnopłon wiosenny

PokrójGłównie rośliny zielne (zarówno jednoroczne, jak i byliny), nieliczne drewniejące u nasady (półkrzewy) oraz zielne i drewniejące pnącza. Łodygi bez cierni.
LiścieZwykle zarówno odziomkowe jak i łodygowe. Ułożone skrętolegle, rzadziej naprzeciwległe lub okółkowe. Przylistków brak lub obecne, ogonek liściowy zwykle obecny. Blaszki pojedyncze, niepodzielone do silnie podzielonych (często trzykrotnie). U nasady często sercowate. Całobrzegie, rzadziej ząbkowane lub wcinane. Użyłkowanie dłoniaste, rzadziej pierzaste.
KwiatyWyrastają pojedynczo na szczycie łodygi lub zebrane są w kwiatostany wierzchotkowe i groniaste, kłosy, baldachy i wiechy. Kwiaty siedzące lub szypułkowe. Zwykle obupłciowe, rzadziej jednopłciowe. Promieniste lub rzadziej grzbieciste. Działek kielicha jest zwykle od 3 do 6. Są okazałe, czasem barwne i podobne do płatków korony, czasem z ostrogą. Płatków korony brak lub do 26 (zazwyczaj jednak od 2 do 8), zwykle z miodnikami, u ostróżeczki (Consolida) zrośnięte. W kwiatach znajduje się najczęściej wiele pręcików (zwykle wielokrotność 5). Prątniczki w zasadzie nie występują (poza orlikiem Aquilegia i powojnikiem Clematis). Zalążnie górne, przy czym słupkowie jest apokarpiczne – poszczególne słupki powstają z pojedynczych owocolistków. W zalążniach znajduje się od jednego do wielu zalążków. Część pręcików często przekształca się w miodniki o zróżnicowanej budowie, wydzielające nektar.
OwoceOtwierające się mieszki lub niełupki, rzadziej mięsiste jagody i torebki.

## Systematyka

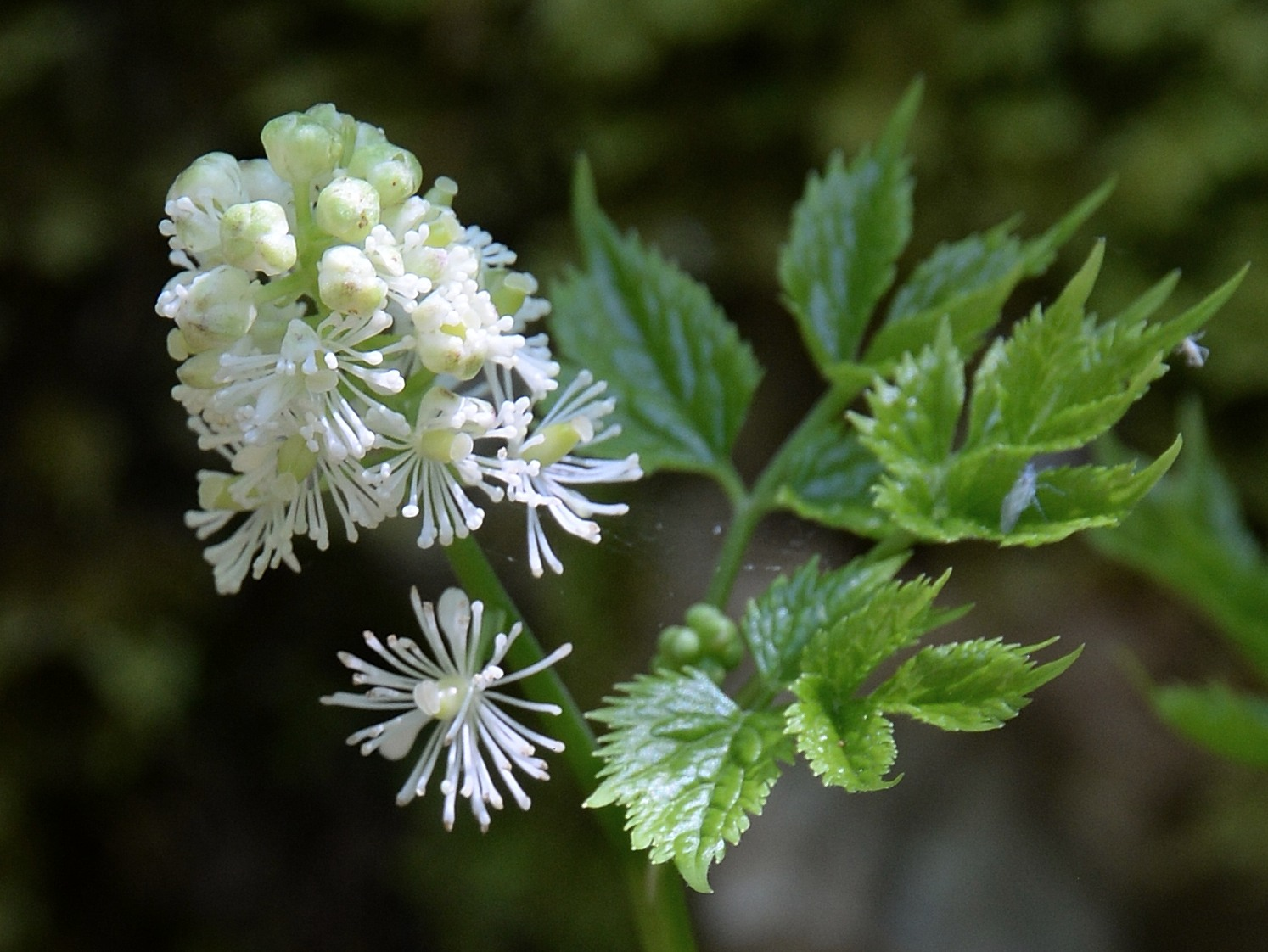
Czerniec gronkowy

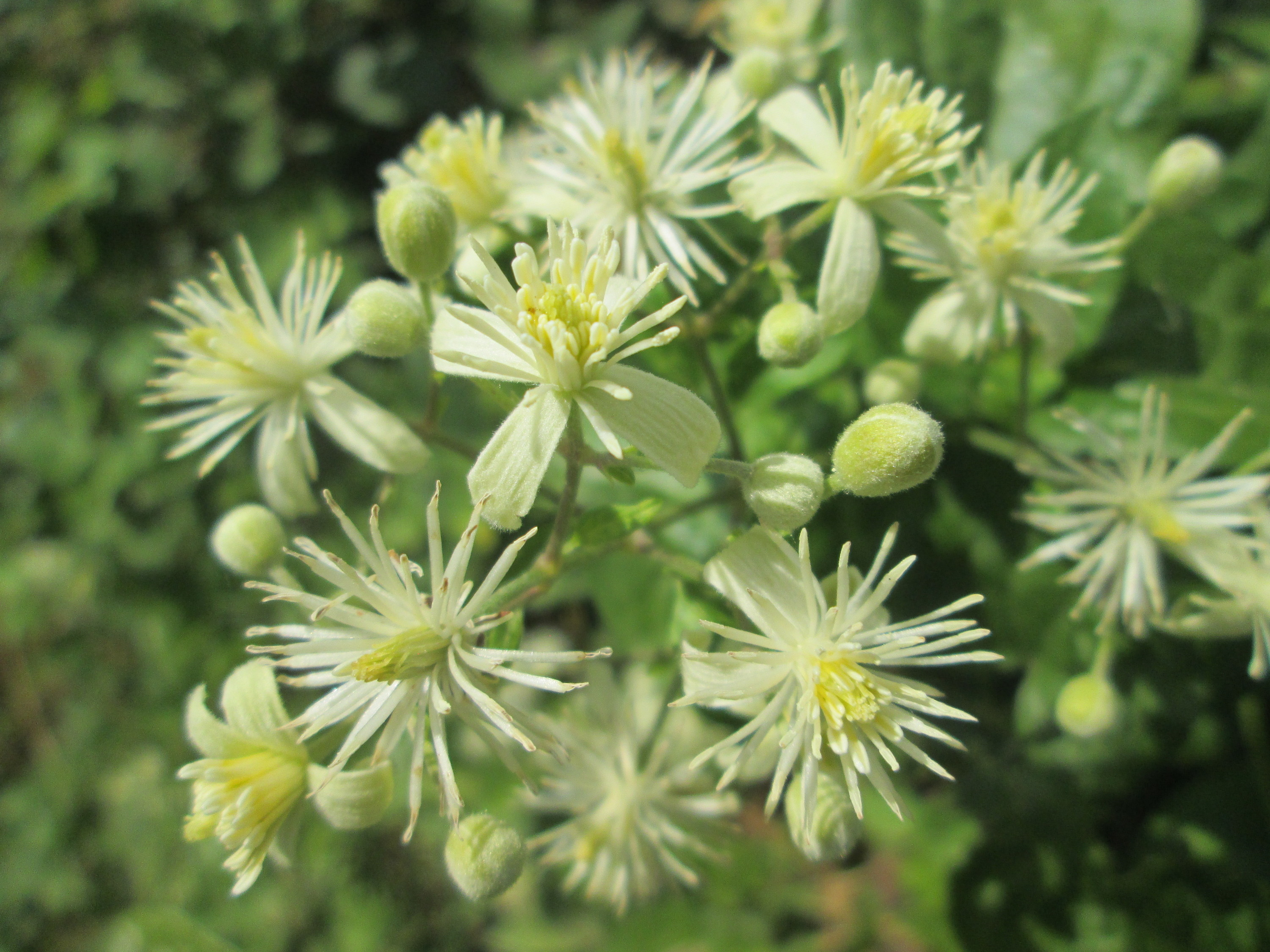
Powojnik pnący

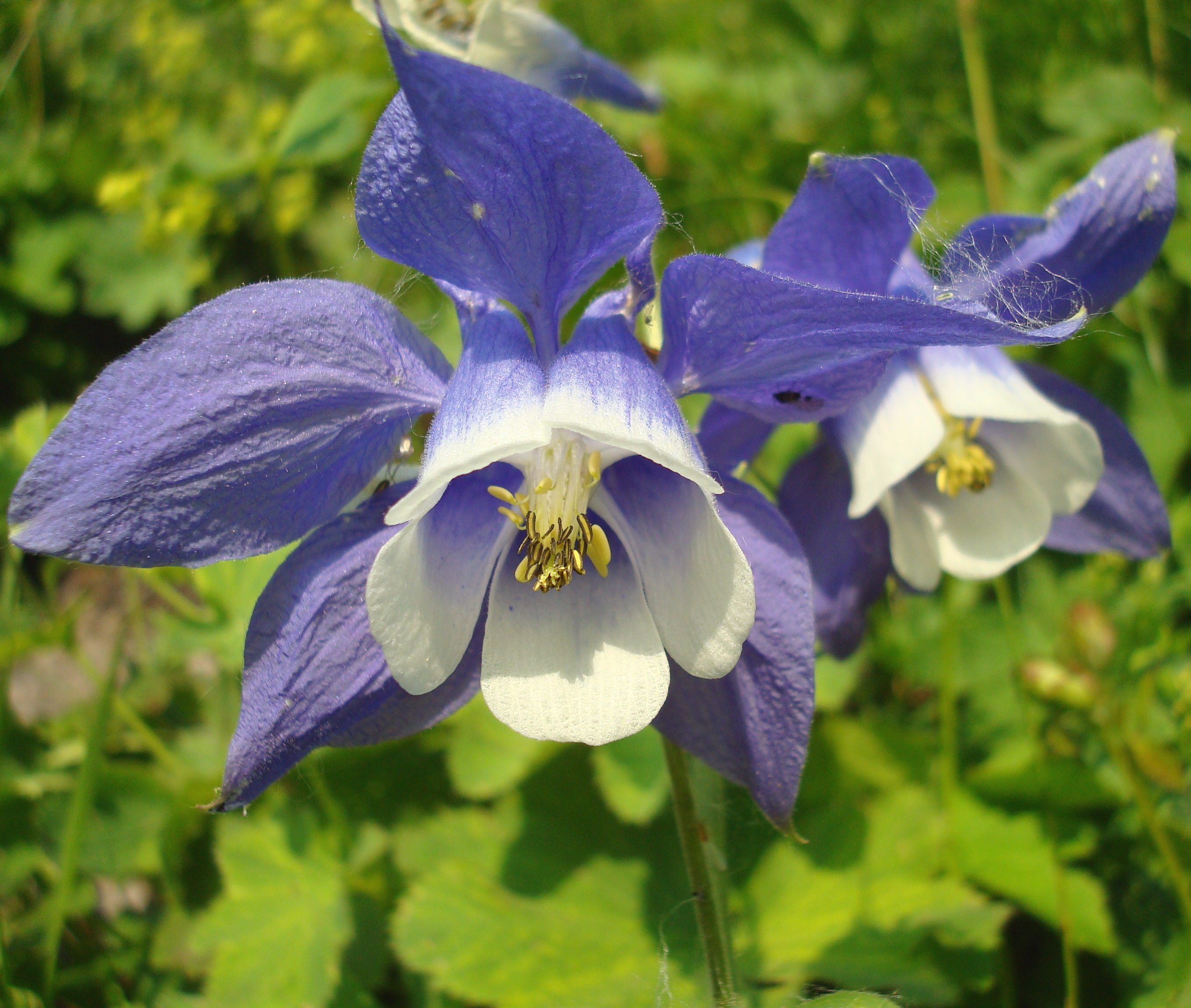
Orlik olimpijski

Ostatni wspólny przodek współczesnych jaskrowatych występował na Ziemi ok. 50 milionów lat temu, ale kopalne ślady roślin z tej rodziny znajdowane są z dawniejszych czasów. Skamieniałość Paleoactaea przypominająca czerńca znaleziona została w skałach paleoceńskich sprzed 58 milionów lat, a Eocaltha podobny do knieci odkryty został w Meksyku w skałach kredowych sprzed 77 milionów lat. Najciekawsze znalezisko odkryto w Chinach, gdzie w skałach z wczesnej kredy aż sprzed 125-122 milionów lat odkryto Leefructus, także klasyfikowany jako reprezentujący tę rodzinę.
Pozycja systematyczna według APweb (aktualizowany  system APG IV z 2016)
Rodzina jaskrowatych należy do rzędu jaskrowców (Ranunculales), kladu dwuliściennych właściwych (eudicots). Jaskrowate są grupą siostrzaną dla rodziny berberysowatych.
|  | krępieniowate Lardizabalaceae |
|  |                               |
|  | Circaeasteraceae              |
|  |                               |

|  | miesięcznikowate Menispermaceae                                                          |
|  |                                                                                          |
|  | \| \| berberysowate Berberidaceae \| \| \| \| \| \| jaskrowate Ranunculaceae \| \| \| \| |
|  |                                                                                          |
|  | berberysowate Berberidaceae                                                              |
|  |                                                                                          |
|  | jaskrowate Ranunculaceae                                                                 |
|  |                                                                                          |

|  | berberysowate Berberidaceae |
|  |                             |
|  | jaskrowate Ranunculaceae    |
|  |                             |

|  | krępieniowate Lardizabalaceae |
|  |                               |
|  | Circaeasteraceae              |
|  |                               |

|  | miesięcznikowate Menispermaceae                                                          |
|  |                                                                                          |
|  | \| \| berberysowate Berberidaceae \| \| \| \| \| \| jaskrowate Ranunculaceae \| \| \| \| |
|  |                                                                                          |
|  | berberysowate Berberidaceae                                                              |
|  |                                                                                          |
|  | jaskrowate Ranunculaceae                                                                 |
|  |                                                                                          |

|  | berberysowate Berberidaceae |
|  |                             |
|  | jaskrowate Ranunculaceae    |
|  |                             |

|  | krępieniowate Lardizabalaceae |
|  |                               |
|  | Circaeasteraceae              |
|  |                               |

|  | miesięcznikowate Menispermaceae                                                          |
|  |                                                                                          |
|  | \| \| berberysowate Berberidaceae \| \| \| \| \| \| jaskrowate Ranunculaceae \| \| \| \| |
|  |                                                                                          |
|  | berberysowate Berberidaceae                                                              |
|  |                                                                                          |
|  | jaskrowate Ranunculaceae                                                                 |
|  |                                                                                          |

|  | berberysowate Berberidaceae |
|  |                             |
|  | jaskrowate Ranunculaceae    |
|  |                             |

|  | krępieniowate Lardizabalaceae |
|  |                               |
|  | Circaeasteraceae              |
|  |                               |

|  | miesięcznikowate Menispermaceae                                                          |
|  |                                                                                          |
|  | \| \| berberysowate Berberidaceae \| \| \| \| \| \| jaskrowate Ranunculaceae \| \| \| \| |
|  |                                                                                          |
|  | berberysowate Berberidaceae                                                              |
|  |                                                                                          |
|  | jaskrowate Ranunculaceae                                                                 |
|  |                                                                                          |

|  | berberysowate Berberidaceae |
|  |                             |
|  | jaskrowate Ranunculaceae    |
|  |                             |

|  | krępieniowate Lardizabalaceae |
|  |                               |
|  | Circaeasteraceae              |
|  |                               |

|  | miesięcznikowate Menispermaceae                                                          |
|  |                                                                                          |
|  | \| \| berberysowate Berberidaceae \| \| \| \| \| \| jaskrowate Ranunculaceae \| \| \| \| |
|  |                                                                                          |
|  | berberysowate Berberidaceae                                                              |
|  |                                                                                          |
|  | jaskrowate Ranunculaceae                                                                 |
|  |                                                                                          |

|  | berberysowate Berberidaceae |
|  |                             |
|  | jaskrowate Ranunculaceae    |
|  |                             |

|  | krępieniowate Lardizabalaceae |
|  |                               |
|  | Circaeasteraceae              |
|  |                               |

|  | miesięcznikowate Menispermaceae                                                          |
|  |                                                                                          |
|  | \| \| berberysowate Berberidaceae \| \| \| \| \| \| jaskrowate Ranunculaceae \| \| \| \| |
|  |                                                                                          |
|  | berberysowate Berberidaceae                                                              |
|  |                                                                                          |
|  | jaskrowate Ranunculaceae                                                                 |
|  |                                                                                          |

|  | berberysowate Berberidaceae |
|  |                             |
|  | jaskrowate Ranunculaceae    |
|  |                             |

|  | krępieniowate Lardizabalaceae |
|  |                               |
|  | Circaeasteraceae              |
|  |                               |

|  | miesięcznikowate Menispermaceae                                                          |
|  |                                                                                          |
|  | \| \| berberysowate Berberidaceae \| \| \| \| \| \| jaskrowate Ranunculaceae \| \| \| \| |
|  |                                                                                          |
|  | berberysowate Berberidaceae                                                              |
|  |                                                                                          |
|  | jaskrowate Ranunculaceae                                                                 |
|  |                                                                                          |

|  | berberysowate Berberidaceae |
|  |                             |
|  | jaskrowate Ranunculaceae    |
|  |                             |

|  | krępieniowate Lardizabalaceae |
|  |                               |
|  | Circaeasteraceae              |
|  |                               |

|  | miesięcznikowate Menispermaceae                                                          |
|  |                                                                                          |
|  | \| \| berberysowate Berberidaceae \| \| \| \| \| \| jaskrowate Ranunculaceae \| \| \| \| |
|  |                                                                                          |
|  | berberysowate Berberidaceae                                                              |
|  |                                                                                          |
|  | jaskrowate Ranunculaceae                                                                 |
|  |                                                                                          |

|  | berberysowate Berberidaceae |
|  |                             |
|  | jaskrowate Ranunculaceae    |
|  |                             |

Podział rodziny
W obrębie rodziny wyróżnia się pięć podrodzin, przy czym część z nich uznawana była w różnych systemach za odrębne rodziny (np. w systemie Reveala i Takhtajana z końca XX wieku). Relacje filogenetyczne według APweb: 
|  | Glaucidioideae  |
|  |                 |
|  | Hydrastidoideae |
|  |                 |

|  | Coptoideae                                                        |
|  |                                                                   |
|  | \| \| Thalictroideae \| \| \| \| \| \| Ranunculoideae \| \| \| \| |
|  |                                                                   |
|  | Thalictroideae                                                    |
|  |                                                                   |
|  | Ranunculoideae                                                    |
|  |                                                                   |

|  | Thalictroideae |
|  |                |
|  | Ranunculoideae |
|  |                |

|  | Glaucidioideae  |
|  |                 |
|  | Hydrastidoideae |
|  |                 |

|  | Coptoideae                                                        |
|  |                                                                   |
|  | \| \| Thalictroideae \| \| \| \| \| \| Ranunculoideae \| \| \| \| |
|  |                                                                   |
|  | Thalictroideae                                                    |
|  |                                                                   |
|  | Ranunculoideae                                                    |
|  |                                                                   |

|  | Thalictroideae |
|  |                |
|  | Ranunculoideae |
|  |                |

Badania molekularne przyniosły znaczne zmiany w klasyfikacji jaskrowatych na poziomie rodzajów, przy czym zamieszanie w systematyce nie dało wciąż stabilnej klasyfikacji. Przykładem może być rodzaj Anemone, który rozszerzono włączając tu m.in. rodzaje Hepatica, Pulsatilla, Knowltonia i in., po czym zakwestionowano poprawność badania ze względu na niewłaściwą grupę zewnętrzną i rodzaje te wyodrębniono ponownie, zmieniając ich zakres (np.  Knowltonia) lub dodatkowo dzieląc (np. Anemone). Liczne rodzaje (m.in. Myosurus, Ficaria, Coptidium, Ceratocephala) tworzą klad wspólnie z Ranunculus i bywają scalane z tym rodzajem. Cimicifuga i Souliea są zagnieżdżone w Actaea, a Consolida w Delphinium.
Podział systematyczny według GRIN
- Podrodzina Glaucidioideae Loconte
  - Glaucidium Siebold & Zucc. – glaucidium
- Podrodzina Hydrastidoideae Martynov
  - Hydrastis J. Ellis – gorzknik
- Podrodzina Coptoideae Tamura
  - Coptis Salisb. – cynowód, złotnica
  - Xanthorhiza Marshall – żółcień
- Podrodzina Isopyroideae (≡ Thalictroideae Rafinesque) – takson, do którego zaliczanych jest ok. 450 gatunków, z czego aż 330 należy do rodzaju rutewka Thalictrum, a 80 do rodzaju orlik Aquilegia. Rośliny te występują w strefie umiarkowanej półkuli północnej, poza tym w Ameryce Południowej, Afryce i na Nowej Gwinei[2]. W obrębie podrodziny wyróżniono na podstawie badań molekularnych trzy główne linie rozwojowe. Do jednej należą rodzaje rutewka (Thalictrum), Leptopyrum i Paraquilegia, do drugiej Urophysa, Semiaquilegia i Aquilegia, do trzeciej Dichocarpum, Enemion i zdrojówka Isopyrum. Przy czym okazało się także, że rodzaj zdrojówka ma w dotychczasowym ujęciu charakter polifiletyczny – Isopyrum anemonoides jest spokrewniona z rodzajami z pierwszej grupy (jest taksonem siostrzanym dla rodzaju Paraquilegia), podczas gdy pozostałe wchodzą w skład trzeciej grupy[11].
  - Aquilegia L. – orlik
  - Dichocarpum W. T. Wang & P. K. Hsiao
  - Enemion Raf.
  - Isopyrum L. – zdrojówka
  - Leptopyrum Rchb. 
  - Paraquilegia J. R. Drumm. & Hutch.
  - Semiaquilegia Makino – orliczek
  - Thalictrum L. – rutewka
  - Urophysa Ulbr.
- Podrodzina Ranunculoideae Arnott – obejmuje ponad dwa tysiące gatunków występujących na całym świecie z wyjątkiem tropików. 
  - plemię Actaeeae
    - Actaea L. – czerniec (łączony z wyodrębnianym dawniej rodzajem pluskwica Cimicifuga)
    - Anemonopsis Siebold & Zucc.
    - Beesia Balf. f. & W. W. Sm.
    - Eranthis Salisb. – rannik

  - plemię Adonideae
    - Adonis L. – miłek
    - Callianthemum C. A. Mey. – rutewnik
    - Megaleranthis Ohwi
    - Trollius L. – pełnik

  - plemię Anemoneae
    - Anemone L. – zawilec (łączony w niektórych ujęciach z rodzajami sasanka Pulsatilla Mill., przylaszczka Hepatica Mill., Knowltonia Salisb.)
    - Barneoudia Gay
    - Clematis L. – powojnik
    - Metanemone W. T. Wang
    - Naravelia Adans.
    - Oreithales Schltdl.

  - plemię Asteropyreae
    - Asteropyrum J. R. Drumm. & Hutch.

  - plemię Caltheae
    - Calathodes Hook. f. & Thomson
    - Caltha L. – knieć

  - plemię Delphinieae
    - Aconitum L. – tojad
    - Consolida Gray – ostróżeczka
    - Delphinium L. – ostróżka

  - plemię Helleboreae
    - Helleborus L. – ciemiernik

  - plemię Nigelleae
    - Garidella L. – czarnusznik
    - Nigella L. – czarnuszka (w tym Komaroffia Kuntze)

  - plemię Ranunculeae
    - Arcteranthis Greene
    - Beckwithia Jeps.
    - Callianthemoides Tamura
    - Ceratocephala Moench – jaskierek
    - Coptidium (Prantl) Beurl. ex Rydb.
    - Cyrtorhyncha Nutt.
    - Ficaria Schaeff. – ziarnopłon
    - Halerpestes Greene
    - Hamadryas Comm. ex Juss.
    - Krapfia DC.
    - Myosurus L. – mysiurek
    - Oxygraphis Bunge
    - Paroxygraphis W. W. Sm.
    - Peltocalathos Tamura
    - Ranunculus L. – jaskier (łączony z wyodrębnianym dawniej rodzajem włosienicznik Batrachium (DC.) Gray)
    - Trautvetteria Fisch. & C. A. Mey.

Pozycja rodziny według systemu Takhtajana (2009)
Rodzina zaliczana była do rzędu jaskrowców Ranunculales, nadrzędu Ranunculanae, podklasy Ranunculidae w klasie Magnoliopsida. Do rzędu poza jaskrowatymi należała także wyodrębniana, monotypowa rodzina Hydrastidaceae Martynov 1820 z rodzajem Hydrastis.

## Zapis kopalny
Wbrew wcześniejszym danym nie ma żadnych potwierdzonych jaskrowatych z kredy. Wczesnokredowy gatunek Leefructus mirus z Chin (ok. 126–122 mln lat temu; formacja Yixian) określono jako zbliżony do jaskrowatych. Najstarszym pewnym przedstawicielem rodziny jest Paleoactaea nagelii Pigg & DeVore z górnego paleocenu Dakoty Północnej.